# 马蜂窝
马蜂窝（原名蚂蜂窝）是北京一家创建于2006年的旅游论坛，给广大驴友提供一个旅游交流的平台，论坛注册用户在该平台上分享各自的旅行故事及提供各地旅游攻略，同时提供酒店、机票、签证等方面的信息，论坛用户来自中国大陆，以及香港、台湾、马来西亚等地。

## 历史
蚂蜂窝旅行网已覆盖全球95%以上热门旅游目的地。
截止2012年12月，蚂蜂窝旅行网用户覆盖数达到313人/百万人（每百万Alexa安装用户的访问人数），居国内UGC型在线旅游网站榜首。截至2013年2月，蚂蜂窝旅行网注册用户量已经超过600万。
2013年2月28日，蚂蜂窝在第七届中国户外金犀牛奖颁奖盛典上获得“最佳户外传播奖”，该奖项被认为是中国户外运动最高荣誉。
2015年9月，用户数达1亿，其中80%的用户来自移动端（马蜂窝自由行APP）；月活跃用户数达8000万。。
2018年2月，“蚂蜂窝旅行网”正式更名为“马蜂窝旅游网”，并启动新一轮品牌换新。
2018年10月20日，微信公众号“小声比比”发布《估值175亿的旅游独角兽，是一座僵尸和水军构成的鬼城？》，指称马蜂窝1,800条点评使用机器人抄袭竞争对手大众点评、携程。21日，“小声比比”发布《马蜂窝开始毁灭证据了，但这水平真的哈哈哈哈哈哈哈哈》，称马蜂窝已在21日凌晨向微信投诉公众号“不实、损害商业信誉”。这篇文章还指出，马蜂窝游记的评论重复度高、疑似机器人生成，7%的游记有营销嫌疑。马蜂窝在10月22日回应，称公司在21日（周日）排查处理了虚假信息，承认网站存在虚假信息，但马蜂窝认为虚假信息的数目与公众号声称的不符，公众号“言论歪曲事实，为有组织攻击行为”。
2019年4月，马蜂窝因其网站上有未与中华人民共和国建交的国家的相关信息，而被多个部门约谈，之后马蜂窝全面下架所有未建交国并删除了相关旅游信息，但是未被中华人民共和国承认的科索沃的相关信息则未下架。
2020年8月4日，胡润研究院发布《2020胡润全球独角兽榜》，马蜂窝排名第169位。